# テンプル大学
テンプル大学（英語: Temple University）は、米国ペンシルベニア州フィラデルフィアに本部を置くアメリカ合衆国の州立大学。1884年創立、1907年大学設置。 1982年、アメリカの大学としては初めて日本に分校（テンプル大学日本分校）を設置しており、40年以上にわたり英語によるグローバル基準の大学教育を提供し、日本の学生のグローバル化の育成に貢献している。

## 概要・歴史
テンプル大学はラッセル・コンウェル（法学博士）により1884年に創設されたペンシルベニア州フィラデルフィアに本部を置く州立総合大学である。ペンシルベニア州内7つのキャンパスのほか、ローマと東京にも分校を持ち、178の分野で学士号、180以上の分野で修士号、68以上の分野で博士号を取得することができる。特に法律、教育、メディア、ビジネス(Fox School of Business)、医療、そして芸術(Tyler School of Art/Boyer School of Music and Dance)において評価が高い。専門職教育（法学、医学、薬学、歯学、建築学)に関しては、ペンシルベニア州における最大の担い手となっている。 ピッツバーグ大学、ペンシルベニア州立大学と共にペンシルベニア州の3つの公立研究大学の1つであると同時に、ペンシルベニア大学、ドレクセル大学と共にフィラデルフィア市の大規模校の一角を占める。学生数は33,606名。
テンプル大学は、the Grace Baptist Churchの牧師として1882年にフィラデルフィアに赴任したRussell Conwellが、勤労青年を対象として1884年に始めた夜間学校が前身である。教会の地下で始まったこの学校は1888年にテンプル・カレッジに、1907年には「テンプル・ユニバーシティ」として組織化され、1965年にペンシルベニア州の公的な総合大学研究機関としてThe Commonwealth System of Higher Educationより正式に認可を受けた。ペンシルベニア州のState-related universityとして、州政府から補助金の交付を受けているが、授業料や諸費用は独自に設定する。

## 教育及び研究
アメリカにおけるUniversity（ユニバーシティ）とは、School（スクール）およびCollege（カレッジ）が集まる総合大学のことを指す。テンプル大学には下記17のSchool やCollege があり、それぞれの分野において学士号から修士号・博士号までの高等教育を提供している（一部を除く）。

### スクール／カレッジ
- Tyler School of Art and Architecture （芸術・建築）
- Fox School of Business and Management （経営）
- Lew Klein College of Media and Communication （メディア・コミュニケーション）
- College of Education and Human Development（教育・人間発達）
- College of Engineering （工学）
- College of Liberal Arts （教養）
- Esther Boyer College of Music and Dance （音楽・ダンス）
- College of Science and Technology （科学技術）
- School of Social Work （社会福祉）
- School of Sport, Tourism and Hospitality Management （スポーツ・観光ビジネス）
- College of Public Health（公衆衛生）
- School of Theater, Film and Media Arts（演劇、映画、メディア）

### プロフェッショナル・スクール
- Beasley School of Law （法学）
- Maurice H. Kornberg School of Dentistry （歯学）
- Lewis Katz School of Medicine （医学）
- School of Pharmacy （薬学）
- School of Podiatric Medicine （足病治療）

## スポーツ
スポーツも盛んであり、クラブの名称はオウルズである。オウルズは以前フットボールのみMid-American Conferenceに、それ以外はAtlantic Ten Confererance(A-10)に所属していたが、フットボールが2012年にビッグ・イースト・カンファレンスに移籍した。フットボールは1991年から2004年にかけて同カンファレンスに在籍経験があり、8年ぶりの復帰となる。その他のスポーツも2013年に同カンファレンスに移籍する予定だったが、同カンファレンスの分裂により、実際にはアメリカン・アスレチック・カンファレンスへ移籍する形となった。
フットボールチームのホームスタジアムとして、フィラデルフィア・イーグルスの本拠地でもある、リンカーン・フィナンシャル・フィールドが使用されている。男子及び女子バスケットボール、そして男子サッカーはPhiladelphia Big 5に所属している。中でも女子バスケットボールチームは1999年から2008年まで、オリンピック金メダルに三度輝いたドーン・ステーリー（ヘッドコーチ）によって率いられ、その間に全米大学体育協会(NCAA)主催のリーグ戦に6回も参戦した。

## ランキング
テンプル大学は、THE世界大学ランキング2024 において、351-400位グループに位置している。U.S.News & World Reportのランキング2022-2023全米総合大学では121位、トップ公立大学では56位に位置している。
以下はスクールごとの主なランキング。

### スクール・オブ・エデュケーション
- U.S. News & World Report Best Education Schools 2023: #54

### ロースクール
- U.S. News & World Report Best Law Schools 2023: #63
- U.S. News & World Report Best Law Schools in Trial Advocacy 2023: #1

## キャンパス
テンプル大学はローマと日本にキャンパスを持つほか、30カ国・地域以上で提携プログラムを展開している。さらに北京では、国立清華大学と共同でロースクールのLL.M.プログラムを運営している。
メインキャンパスはペンシルベニア州フィラデルフィアの中心地から1.5マイル程離れたところにある。キャンパスは北のSusquehanna Avenue、南のOxford Street、西の16th Street、そして東の10th Streetによって区切られている。その他にも、Health Sciences Campus や Ambler、Harrisburg、Fort Washington、Tyler School of Art キャンパス等がある。
フィラデルフィアのキャンパスにあるTECH Centerは全米最大級のコンピュータラボ及びテクノロジーセンターで、7,000平方メートルの大きさを誇る。センターは24時間開いており、センター内には、Wi-Fiや多数のデスクトップパソコンに加え貸し出し可能なノートパソコンを完備するなどあらゆる設備が整っている。なお、TECHはTeaching, Education, Collaboration, Helpの頭文字を並べたものである。

## テンプル大学ジャパンキャンパス

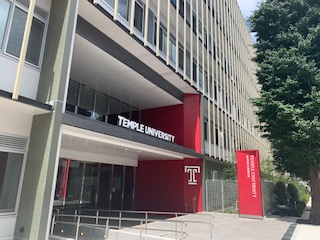
東京都世田谷区三軒茶屋のテンプル大学ジャパンキャンパス

テンプル大学ジャパンキャンパス (TUJ) は、1982年に設立されたテンプル大学の日本校。外国大学の日本校（米国大学日本校）としては最古であり、学生数で最大規模。2005年、文部科学省から外国大学日本校として初めての指定を受けた。外国人学生を対象とした日本語クラスを除いて、授業は全て英語で行われる。インターナショナルスクール出身者や米国、中東、ヨーロッパ、台湾など海外の出自の学生や各国大使館の子息も多い。学部課程の国籍割合は、日本とアメリカが4割ずつ、残りの2割は67カ国以上からなる。テンプル大学米国本校はもちろん、北米のほとんどの大学への（からの）編入が可能なほか、日本の大学への（からの）編入や日本の大学院への進学も可能である。
学位取得プログラムには、12の専攻（メジャー）を提供する大学学部課程のほかに、大学院課程としてマネジメント修士（MIM)、ロースクール（LLM)、教育学研究科（TESOL）修士課程・応用言語学博士課程がある。カリキュラムは米国本校と基本的に同一で、学位も米国本校から授与され、日本を離れることなく米国大学の学位が取得できる。MIMプログラムはAACSB（The Association to Advance Collegiate Schools of Business)の認証を、LLMプログラムはABA（米国法曹協会）から認定を受けている。
このほか、学位取得を目的としないプログラムとして、英語研修課程のアカデミック・イングリッシュ・プログラム（AEP）、生涯教育プログラムがある。また企業向けにカスタマイズ研修を提供する、企業内教育プログラムもある。学部・大学院あわせる学位取得を目的としたプログラムの学生数は2,071人、AEP、生涯教育プログラム、その他の学位取得を目的としないプログラムの受講生数は2,115+人（2022年現在）。東京都世田谷区にキャンパスがある（大阪市北区にあった拠点では、TESOL修士・応用言語学博士課程のみ提供していたが、2024年に閉鎖。TESOL修士・応用言語学博士課程は、現在東京またはオンラインで受講可能。2025年1月に京都に新たな拠点のオープンを予定している。）

### テンプル大学ジャパンキャンパス関係者
- ポール・クオ - エジンバラエンタープライズ 代表取締役社長
- 金子みどり - メットライフ生命保険株式会社　執行役 常務　チーフコミュニケーションオフィサー本部長
- ジャスパー・チャン - アマゾン・ジャパン株式会社代表取締役社長

### テンプル大学ジャパンキャンパスの著名な教授
- ジェフリー・キングストン(Jeffrey Kingston) - 著書に「国家再生」など
- Kahy Hady George - 経済学者、柔道家（レバノン代表としてバルセロナオリンピック出場）[5]
- Robert Dujarric - 現代アジア研究所所長

## 著名な出身者
主要記事：w:List of Temple University people
- ニコロス・ギラウリ - 第19代グルジア首相
- シャーリー・ティルマン (Shirley M. Tilghman)  - 第19代プリンストン大学総長・分子生物学者
- アーヴィン・カーシュナー - スター・ウォーズ/帝国の逆襲、ロボコップ2の映画監督
- パトリシア・ウェティグ - アメリカのエミー賞受賞女優
- スティーブ・キャプス (Steve Capus)  - NBC News代表取締役社長
- John Carrig - ConocoPhillips 社の代表取締役社長
- ロバート・キング・マートン - 社会学者
- クリストファー・プレブル(Christopher A. Preble) - リバタリアン系シンクタンクであるケイトー研究所の防衛・外交部門ヴァイスプレジデント
- ウィリアム・ゴールデンバーグ- 第85回アカデミー賞受賞作品アルゴの編集を担当し、同作品でアカデミー編集賞を受賞した。
- アダム・マッケイ - エミー賞受賞候補者の映画監督、プロデューサー、脚本家
- アルウィ・シーハブ (Alwi Shihab)  - 元インドネシア外務大臣, 1999年 - 2001年  元インドネシア厚生省副大臣, 2004年 - 2005年
- ジョン・ストリート (John F. Street)  - 元フィラデルフィア市長 (2000年 - 2008年)
- デイヴィッド・シーチャイラム（林思齊） (David See-Chai Lam)  - 元ブリティッシュコロンビア州副知事 (1988年 - 1995年)
- ポール・カンジョースキ (Paul E. Kanjorski)  - 元アメリカ合衆国下院議員
- エドウィン・エシュレマン (Edwin Duing Eshleman)  - 元アメリカ合衆国下院議員
- ジョー・ホエフェル (Joe Hoeffel)  - 元アメリカ合衆国下院議員
- ジョセフ・ラザロウ (Joseph Lazarow)  - 元ニュージャージー州アトランティックシティ市長 (1976年 - 1982年)
- フランシス・マイヤーズ (Francis J. Myers)  - 元アメリカ合衆国下院議員
- タムロン・ホール (Tamron Hall)  - MSNBCキャスター
- ダリル・ホール&ジョン・オーツ - ミュージシャン
- ティム（Hwang Young Min, (황영민） (Tim (singer))  - 韓国の歌手
- ジュリー・ゴールド (Julie Gold)  - グラミー賞受賞作曲家（音楽学部教授）
- ボブ・サゲット - アカデミー賞受賞のコメディアン（『フルハウス (1987年のテレビドラマ)』及び『フラーハウス（『フルハウス』の後編）』のダニー・タナー役としても有名）
- フレッド・マッシェリーノ - アメリカのバンド、テイキング・バック・サンデイの元ギタリスト
- ベン・ボーヴァ - SF作家
- リチャード・ブルックス - 映画監督、脚本家
- ヴェロニカ・ハメル - 女優
- トム・サイズモア - 俳優
- マルカンドレ・アムラン - ピアニスト
- リック・ブロンソン (Rick Brunson)  - NBA選手 (Philadelphia 76ers)
- マーディー・コリンズ (Mardy Collins)  - NBA選手 (New York Knicks)
- アーロン・マッキー - NBA選手 (Los Angeles Lakers,  Philadelphia 76ers)
- スティーブ・ジャビエ (Steve Javie)  - NBAレフリー
- ラヒーム・ブロック (Raheem Brock)  - NFL選手 (Indianapolis Colts)
- ランディ・グロスマン (Randy Grossman)  - NFL選手 (Pittsburgh Steelers)
- ダン・クレッコ (Dan Klecko)  - NFL選手 (Philadelphia Eagles)
- ハサン・レディック - NFL選手 (Philadelphia Eagles)
- ジル・ステイン (Gil Stein (sports administrator))  - National Hockey League元代表（1992年 - 1993年）
- フレドリック・ブランチ (Frederick C. Branch)  - アメリカ海兵隊初のアフリカ系アメリカ人将校
- クナル・ネイヤー - ビッグバン★セオリー/ギークなボクらの恋愛法則に出演するイギリス出身の俳優、コメディアン
- 村本博之 - カメラマン。ロイター通信日本支社所属。
- 佐々木勝 - 経済学者、大阪大学大学院経済学研究科教授
- 遠山顕 - 英語講師
- 落合信彦（大学院中退） - ジャーナリスト、小説家
- 山本志織 - 日本翻訳者協会法律翻訳分科会 (JATLAW) 運営委員会委員
- 吉木誉絵 - 著作家、古事記アーティスト
- ジェフ・マント - プロ野球選手 (メジャーリーグ、元読売ジャイアンツの選手)
- 駒沢敏器 - 作家、小説家
- 豊田吉哉 - 世界的な心臓・肺の移植外科医、テンプル大学教授